# Caoimhe Archibald
Caoimhe Archibald, née le 20 février 1981 à Coleraine, est une femme politique nord-irlandaise, membre du Sinn Féin.
Diplômée en mycologie de l'université Queen's de Belfast, Caoimhe Archibald travaille pour une entreprise agroalimentaire de Dublin.
Elle est élue membre de l'Assemblée d'Irlande du Nord pour la circonscription de Londonderry est le 5 mai 2016 puis réélue le 2 mars 2017 et le 5 mai 2022.
Le 3 février 2024, elle est nommée ministre des Finances dans l'Exécutif nord-irlandais.